# Antônio Nunes de Aguiar
Antônio Nunes de Aguiar (1807 — 1876) foi um político brasileiro.
Foi presidente da província de Alagoas, nomeado por carta imperial de 20 de janeiro de 1849, de 5 de fevereiro a 14 de julho de 1849.